# Stonebridge Park, Liverpool

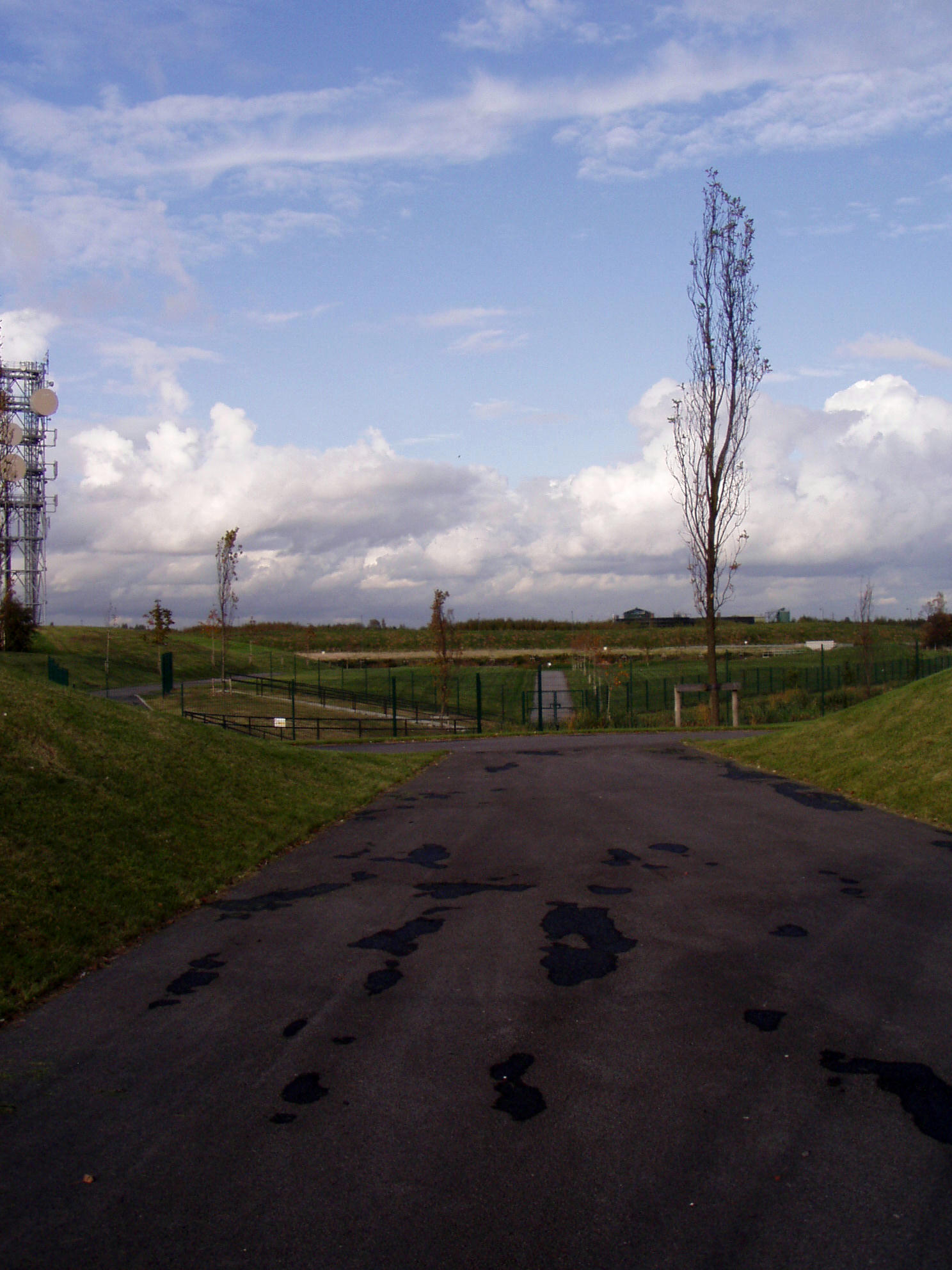
Công viên Stonebridge Park ở Gillmoss tại vùng ngoại ô của Liverpool.

Stonebridge Park là một công viên kinh doanh mới được xây dựng ở Gillmoss tại vùng ngoại ô của Liverpool. Công viên được tạo ra bởi St. Modwen Properties và với sự giúp đỡ của Liverpool Vision. Công viên nằm gần đường A580 East Lancs Road trên biên giới của các vùng Fazakerley và Croxteth của thành phố.